# 西小河历史文化街区
西小河历史文化街区是浙江省绍兴市的八处历史文化街区之一，位于绍兴古城西北角，街区范围南起胜利路，北至环城北路。
西小河历史文化街区保留街河井行格局。在上世纪初，此处曾集中绍兴酱缸手工作坊。

## 历史建筑
西小河历史文化街区内有众多历史建筑:
- 吕府，全国重点文物保护单位
- 古越藏书楼，浙江省文物保护单位
- 王阳明故居